# Сэм Лумис
Доктор Сэмюэл «Сэм» Лумис (англ. Dr. Samuel "Sam" Loomis) — персонаж во франшизе «Хэллоуин». Один из двух главных героев серии фильмов. На протяжении всей франшизы «Хэллоуин» он изображается как заклятый враг центрального персонажа сериала и антагониста Майкла Майерса.
Имя «Сэм Лумис» является отсылкой к персонажу из романа Роберта Блоха «Психоз», которого сыграл Джон Гэвин в фильме «Психо» (1960).

## Биография

### В Смит Гроув
В ноябре 1963 года Сэмюэл Лумис назначается психиатром шестилетнего Майкла Майерса. В течение начального шестимесячного периода Лумису назначают четыре часа в день на сеансы терапии со своим пациентом. Безмолвный и бесчувственный мальчик убил свою старшую сестру Джудит в ночь Хэллоуина. Лумис преисполнен решимости выяснить, что может заставить мальчика его возраста совершить такое смертоносное насилие. Вскоре он убеждается, что мальчик — Чистое зло.
В течение первых восьми лет психиатрической помощи и лечения Майкла, Лумис пытается получить от него какой-либо ответ. Когда это не удаётся, он проводит следующие семь лет, пытаясь удержать Майкла в заключении.

### Хэллоуин
Майклу исполняется 21 год в октябре 1978 года. По закону он должен предстать перед судом в день его рождения, который определит окончательный приговор.
В дождливую ночь понедельника 30 октября 1978 года Лумиса сопровождает его друг и помощник медсестра Мэрион Чамберс. Им предписано передать Майкла обратно в его родной город для суда. Когда пара достигает ворот лечебницы, они обнаруживают, что многие пациенты бродят по территории. Лумис идёт к главным вратам, чтобы позвонить в больницу, но Майкл появляется и атакует машину с Мэрион, пока она ждёт там доктора. Майерс убегает из госпиталя, угнав автомобиль, предназначенный для передачи его суду. Проехав 150 миль (241 км) до места назначения, он прибывает в Хэддонфилд вовремя Хэллоуина 31 октября.
Лумис идёт по следам Майкла весь день. По пути в Хэддонфилд, он останавливается вдоль сельской автомагистрали штате Иллинойс, чтобы позвонить властям Хэддонфилда. У него есть все основания полагать, что Майкл вернётся домой, поэтому он призывает полицейских следить за ним. Когда он наконец прибывает в родной город Майкла, доктор ищет помощи у смотрителя кладбища Хэддонфилда по имени Тейлор. Так они обнаруживают, что надгробный камень Джудит Майерс был выкопан и похищен. Этого достаточно, чтобы убедить Лумиса, что его пациент находится в городе. В тот день Лумис завербовывает в помощники шерифа города Ли Брэкетта. Затем пара отправляется в бывшую резиденцию Майерсов, так как Лумису любопытно узнать, вернулся ли Майкл в дом детства. Входная дверь оказывается выбита, а в одной из комнат находится тело разлагающейся бродячей собаки. Эти две подсказки заверяют Лумиса, что Майкл действительно вернулся домой. Лумис пытается убедить шерифа Брэкетта, что Майкл — человеческое воплощение чистого зла, что он снова вернулся, чтобы убивать, и что Хэддонфилд не в безопасности в эту ночь до тех пор, пока Майкл не будет схвачен.
Пока Майкл преследует Лори Строуд и её друзей, Лумис ждёт и наблюдает за домом, полагая, что Майкл вернётся туда. Когда он обнаруживает украденный автомобиль, он начинает обходить окрестные улицы, где находит двух детей, няней которых была Лори. Лумис бежит в дом и видит, как Майкл нападает на Лори. Когда она стаскивает маску с Майкла, он останавливается, чтобы снова надеть её, предоставив Лумису возможность стрелять в него шесть раз. Столкнув с балкона двухэтажного дома Майкла, Лумис подходит к окну и смотрит вниз, только чтобы увидеть: Майкл ушел.

### Хэллоуин 2
Лори отправляют в Мемориальную больницу Хэддонфилда, а Брэкетт сопровождает Лумиса в поисках Майкла. Сам Майерс отправляется в больницу, чтобы убить Лори, оставив после себя несколько тел. Губернатор штата Иллинойс приказал Лумису покинуть Хэддонфилд, чтобы не создавать панику. Медсестра Чамберс приходит, чтобы убедить Лумиса покинуть Хэддонфилд. Она также рассказывает, что Майкл Майерс и Лори Строуд — брат и сестра. Услышав это, Лумис захватил полицейскую машину, которая забирала его из Хэддонфилда и прибывает в больницу, чтобы остановить Майкла.
Лумис бежит на помощь к Лори и снова стреляет в Майкла несколько раз. Это не останавливает убийцу, тогда Лумис и Лори бегут в соседнюю операционную, где Лумис пытается стрелять Майклу в голову. Майкл ударяет Лумиса в живот. Однако он восстанавливается, и вместе с Лори заполняет комнату кислородом и эфиром. Когда Лори убегает, Лумис остаётся в кабинете с Майерсом. Он говорит Майклу, что «пришло время» и подрывает здание.

### Хэллоуин 4
Лумис и Майкл пережили взрыв, но оба получили серьёзные ожоги. С того момента Майкл пребывает в коме, в то время как Лумис хоть и остаётся его лечащим врачом, но формально не несёт за него никакой ответственности.
После того, как Майкл бежал из больницы, Лумис безуспешно пытается предупредить полицию, что Майерс теперь на свободе. Доктор возвращается к Хэддонфилд, где снова преследует его. Прибыв на заправочную станцию, Лумис видит Майкла и пытается поговорить с ним, но, видя, что Майкл не слушает, пытается убить его. Майкл уничтожает машину Лумиса и скрывается на грузовике. Лумис прибывает в Хэддонфилд и убеждает шерифа Бена Микера в том, что Майкл вернулся.
Пока Майкл убивает многих офицеров в полицейском участке, группа людей с оружием появляется из местного бара. Они быстро формируют линчевую толпу, когда Лумис, не видя никакой другой защиты для города, сообщает им, что Майерс вернулся. Лумис присоединяется к Микеру, заместителю Логану, приёмной сестре Джейми — Рейчел, бывшему бойфренду Рейчел — Брэди и Келли (нынешней подруге Брэди и дочери Микера). Все они работают вместе, чтобы защитить дочь Лори — Джейми Ллойд от своего дяди. Они сооружают временную крепость дома Микера до прибытия помощи от властей штата. Лумис выходит из дома один, чтобы попытаться найти и остановить Майкла. Вскоре после этого Майкл появляется и атакует дом, убивая большую часть группы. Когда Джейми выбегает на улицу за помощью, её быстро схватывает Лумис, который говорит ей, что она будет в безопасности с ним. Затем он решает, что они должны отправиться в одно место, которое, по его мнению, Майкл никогда не захочет искать: в школу. Однако вскоре Майкл появляется в школе и быстро хватает Лумиса сзади и выкидывает его из окна. Тем не менее, позже он восстановился, и стал свидетелем того, как Микер, несколько членов городской толпы и полиция штата неоднократно стреляла в Майкла, отправив его в заброшенный колодец, который они ещё и подорвали.
Лумис прибывает с шерифом Микером в дом Джейми. Однако, услышав крик, идущий со второго этажа, Лумис видит, что Джейми убила свою приёмную мать — миссис Каррутерс. Он собирается стрелять в девочку, но его останавливает шериф.

### Хэллоуин 5
Через год Лумиса назначают врачом Джейми в детскую клинику Хэддонфилда. Понимая, что Майкл всё ещё жив, и обнаружив, что Джейми имеет телепатическую связь с Майерсом, Лумис постоянно давит на неё, чтобы получить информацию о местонахождении Майкла, но Джейми слишком травмирована, чтобы рассказать ему. Когда Майкл возвращается, полиция и Лумис поставили ловушку для Майерса в его доме, в котором Джейми воссоздаёт последние минуты жизни Джудит Майерс перед её убийством. После того, как полиция получила призывы, связыванные с Майерсом в больнице, они все уходят, оставляя Лумиса сказать другую знаменитую строку: «Теперь ты придёшь, не так ли, Майкл?» Майкл прибывает, и Лумис пытается говорить с ним, предлагая, чтобы тот сражался со своей яростью и искупил свою вину через положительное отношение к Джейми. Слова Лумиса, похоже, работают сначала, так как Майкл спокойно слушает его и опускает нож, но когда Лумис пытается забрать нож Майкла, он бросает доктора через перила. Когда Лумис пробуждается, он схватывает Джейми и ведёт Майкла в ловушку. Лумис бросает металлическую сетку на Майкла, стреляет в него с помощью транквилизатора, а затем бьёт доской. После этого доктор падает на Майкла без сознания.
После этих событий, Лумис уходит в хижину на окраине Хэддонфилда, где остаётся жить отшельником.

### Хэллоуин 6
30 октября 1995 года Лумиса посетил его старый коллега доктор Теренс Уинн, который является главным администратором в лечебнице «Смит-Гроув». Уинн пытается убедить Лумиса вернуться в лечебницу, но Лумис отказывается. В то же время они слышат голос Джейми Ллойд по радио, которая просит Лумиса помочь ей. Оказывается, Джейми была похищена лидером культа друидов шесть лет назад, как и Майкл. Однако ей удаётся бежать после рождения мальчика. Она берёт своего ребёнка с собой и останавливается на автовокзале, чтобы связаться с радиостанцией, транслируемой в данный момент. Майкл следит за ней и убивает в сарае, но не может найти ребёнка. Джейми оставила своего сына в туалете на автобусной остановке, где его позднее находит Томми Дойл, мальчик, с которым Лори Строуд нянчилась в 1978 году. Он называет ребёнка Стивеном.
На следующее утро тело Джейми обнаружено, и Лумис опустошён. Он думал, что она была последней в родословной Майкла, но до того, как Томми Дойл пришёл в больницу и рассказал ему о ребёнке. Выясняется, что Майкл находится под контролем проклятия Торна, силы подконтрольной культу друидов. Ещё в детстве Майкл слышал голоса, которые приказали ему убить свою семью. Тем временем ещё один шестилетний мальчик по имени Дэнни Строуе проживает со своей семьёй в старом доме Майерса. В эту ночь Хэллоуина доктор Уинн проявляет себя как «Человек в чёрном». После этого открытия Лумис и Томми подвергаются воздействию наркотиков, а затем следуют за Уинном в «Смит-Гроув», куда он увёз Дэнни, его мать и Стивена с помощью своих последователей. Лумис противостоит Уинну, который хочет, чтобы он присоединился к его заговору, и показывает, что ребёнок Джейми представляет новый цикл зла Майкла. Уинн с помощью последователя оглушает Лумиса.
Позже, Майкл убивает Уинна и его команду штатных хирургов во время медицинской процедуры. Затем Томми Дойл объединяет силы с Карлой Строуд (матерью Дэнни и двоюродной сестрой Лори Строуд), чтобы защитить ребёнка Джейми от Майкла. После того, как Лумис приходит в сознание, он помогает им покинуть больницу. После «убийства» Майкла в конце фильма Томми и Кара уходят, в то время как Лумис возвращается в лечебницу, чтобы справиться с незавершённым делом. На последнем снимке фильма показана маска Майкла, лежащая на полу, и слышен крик Лумиса на заднем плане, оставляя судьбы обоих персонажей неизвестными.
Актёр Дональд Плезенс умер через несколько месяцев после завершения съёмок, поэтому когда начались пересъёмки, то в некоторых сценах Лумиса изображал дублёр.

#### Продюсерская версия
В данной версии показывается, что Лумис возвращается в лечебницу, чтобы найти по-видимому побеждённого Майкла, лежащего на полу коридора, после того, как его сила была истощена Томми Дойлом с помощью рун. Сняв маску, Лумис находит под ней доктора Уинн, которого Майкл переодел, чтобы бежать. Уинн хватает руку Лумиса и говорит: «Теперь это ваша игра, доктор Лумис». После того, как Уинн умирает, Лумис смотрит на запястье своей руки, на которой появляется символ Торна. Понимая теперь, что он сам теперь должен выступать в роли лидера культа, Лумис вскрикивает от ужаса и отчаяния.

### Хэллоуин: 20 лет спустя
По причине смерти Дональда Плезенса Лумис, начиная с этого фильма, является умершим во всех последующих частях киносериала, но причина его смерти никогда не называется — поскольку события четвёртого, пятого и шестого фильмов в итоге потеряли каноничность, то подразумевается, что Лумис в конечном итоге умер от естественных причин.
Здесь, ещё до вступительных титров, два следователя разбирают его наследство, оставшееся в доме медсестры Мэрион Уиттингтон, которая заботилась о нём в последние годы. Поскольку фильм игнорирует события 4-го, 5-го и 6-го фильмов и продолжает историю 2-го фильма, то здесь считается, что Лумис, пережив взрыв в госпитале в 1978 году, в дальнейшем находился под опекой Мэрион в этом доме, прежде чем умереть, по-видимому, из-за естественных причин незадолго до начала действия фильма. Однако даже спустя почти 20 лет Лумис отказался поверить, что Майкл мёртв, и посвятил всю оставшуюся жизнь изучению всей информации о его бывшем пациенте. В какой-то момент следователи находят кабинет Лумиса, в котором стены покрыты фотографиями, эскизами и газетными статьями о Майкле: от убийства его сестры Джудит, и кражи её надгробия, до убийств в 1978 году, а также к статьям о Лори Строуд, включая её предполагаемую смерть в автомобильной катастрофе.
На записи, которую прослушивают герои слышен голос доктора Лумиса: «Я встретил его, 15 лет назад, мне сказали, что у него ничего не осталось, никакой совести, никакого понимания и даже самого элементарного смысла жизни или смерти, добра или зла, правильного или неправильного. Я встретил этого шестилетнего ребёнка, с этим пустым, бледным, без эмоций лицом и чёрными глазами … глазами дьявола. Я провёл восемь лет, пытаясь добраться до него, а затем ещё семь пытаясь удержать его взаперти, потому что я понял, что жило за глазами этого мальчика. Это чистое и простое … зло».

### Хэллоуин 2018
Фильм является новым продолжением первого фильма и игнорирует все события последующих. Пара журналистов прослушивает записи Лумиса, по-видимому, сделанную в мае 1979 года на суде за убийства на Хэллоуин 1978 года, где Лумис сообщает, что хочет присутствовать на казни Майкла и попросит разрешить ему фактически подтвердить, что его сердце перестало биться, а затем стать свидетелем того, как тело будет кремировано (запись была озвучена Колином Маханом). Лумис представлен как умерший неуточнённое время назад. Новый психиатр Майкла, доктор Ранбир Сартейн, представлен бывшим учеником Лумиса.

### Хэллоуин убивает
Лумис кратко появляется во вступительном флешбеке в сцене, показывающей, как Майкла арестовали на Хэллоуин 1978 года. Лумис хочет убить Майкла, но его останавливает помощник шерифа Брэкетта, Фрэнк Хоукинс. Лумис сыгран тщательно загримированным Томом Джонсом-младшим, но все его реплики переозвучены Колином Маханом.
Мэрион Чэмберс позже в фильме кратко упоминает, что именно Лумис был первым, кто понял, что Майкл Майерс не просто спятивший психопат, а настоящее воплощение зла.